# Ike Hill
Talmadge Hill, detto Ike (Winston-Salem, 15 aprile 1947), è un ex giocatore di football americano statunitense che ha militato nel ruolo di wide receiver nella National Football League (NFL).

## Carriera
All'università Hill giocò a football al Catawba College. Fu scelto dagli Oakland Raiders nel nono giro del Draft NFL 1970 ma fu presto svincolato, finendo per passare ai Buffalo Bills dove giocò per due stagioni come ricevitore e kick returner. Dopo un anno fuori dai campi di football nel 1973 firmò con i Chicago Bears, disputandovi altre due stagioni. Chiuse la carriera disputando due partite con i Miami Dolphins nel 1976.